# Manuskauz
Der Manuskauz (Ninox meeki), gelegentlich auch Admiralitäts-Buschkauz genannt, ist eine kaum erforschte kleine Eulenart aus der Gattung der Buschkäuze. Er ist endemisch auf der zu den Admiralitätsinseln zählenden Insel Manus.

## Beschreibung
Der Manuskauz erreicht eine Länge von 23 bis 31 Zentimetern. Der Gesichtsschleier ist einheitlich braun. An der Schnabelöffnung sind weiße Borsten zu erkennen. Oberkopf und Rücken sind rötlichbraun. Die Schwungfedern und die Schwanzfedern sind hell rötlichbraun gebändert. Die Kehle ist weißlich oder hell lohfarben. Die Unterseite ist beige-weiß mit langen rötlichbraunen Streifen. Die Iris ist gelb. Der Schnabel ist hellgrau. Die Füße sind cremegelb. Die Geschlechter unterscheiden sich nur in der Größe, wobei die Weibchen größer werden. Die Jungvögel weisen an der Oberseite eine stärkere weiße Bänderung und an der Unterseite eine engere Strichelung auf. Die Stimme ist unbeschrieben. Über die Lebensweise liegen keine Informationen vor.

## Lebensraum
Der Manuskauz bewohnt Wälder, aber auch degradierte Wälder oder Bäume in der Nähe von Dörfern.

## Etymologie und Forschungsgeschichte
Die Erstbeschreibung des Manuskauzes erfolgte 1914 durch Walter Rothschild, 2. Baron Rothschild und Ernst Hartert unter dem Namen Ninox meeki. Das Typusexemplar stammte von den Admiralitätsinseln und wurden von Albert Stewart Meek gesammelt. 1837 führte Brian Houghton Hodgson Gattung die Ninox für Ninox nipalensis ein, welche heute als Synonym für eine Unterart des Falkenkauzes (Ninox scutulata lugubris) (Tickell, 1833) steht. Dieses ist ein Schachtelwort aus Nisus Cuvier, 1800 und Noctua de Savigny, 1809. Es setzt sich also aus dem griechischen »Nisos, Νῖσος« für »Falke« und dem lateinischen »noctua« für »Eule, geweiht nach der römischen Göttin Minerva« zusammen. In der griechischen Mythologie verwandelte sich Nisos, der König von Megara, in einen Falken. Das Artepitheton meeki ist seinem Sammler gewidmet.